# Călugări, Bihor

Călugări (vechea denumire: Ponoare) este un sat în comuna Cărpinet din județul Bihor, Crișana, România.

## Galerie de imagini

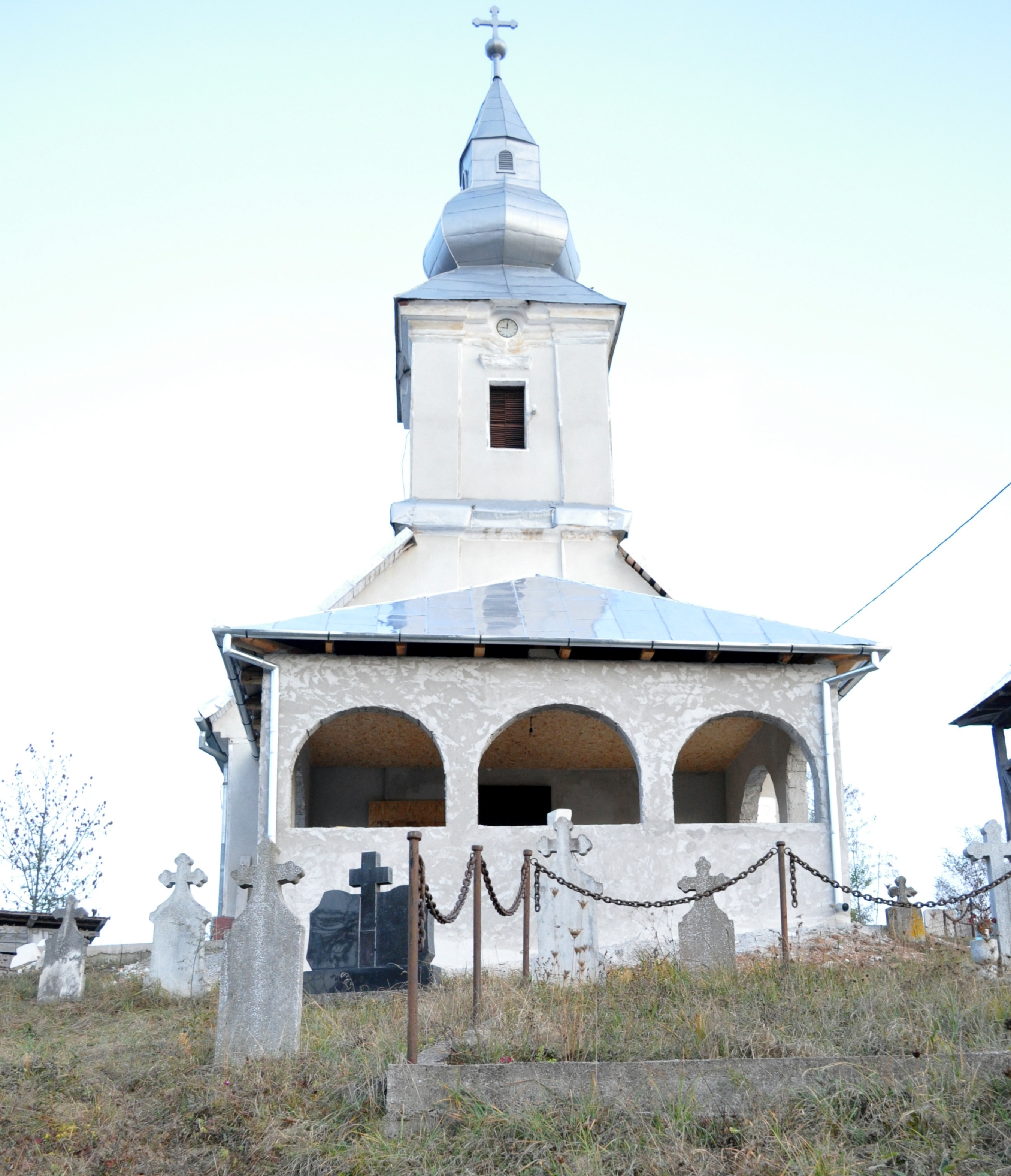
Biserica ortodoxă (1928)
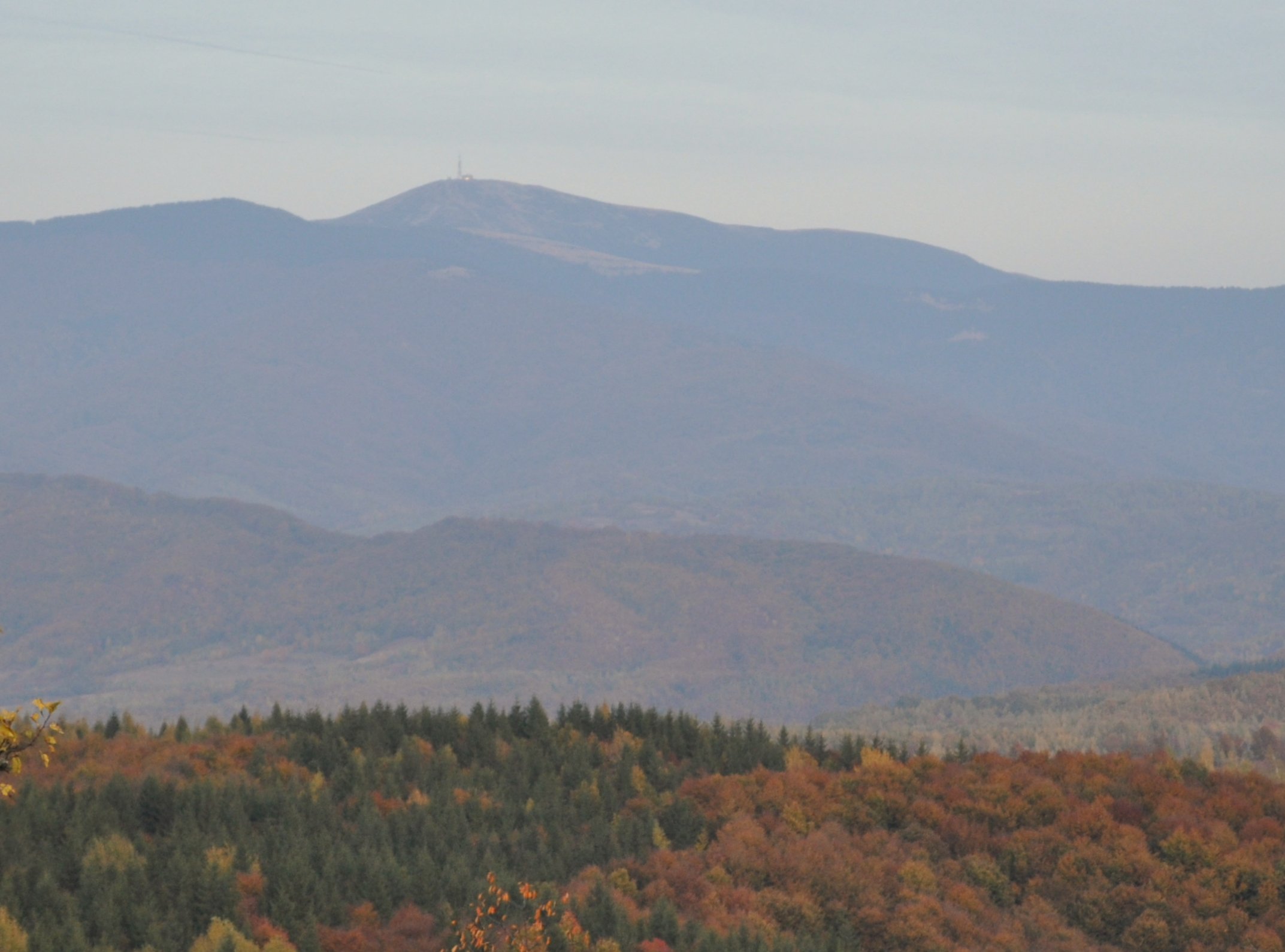
Vârful Bihorul Mare (Curcubăta) văzut dinspre satul Călugări
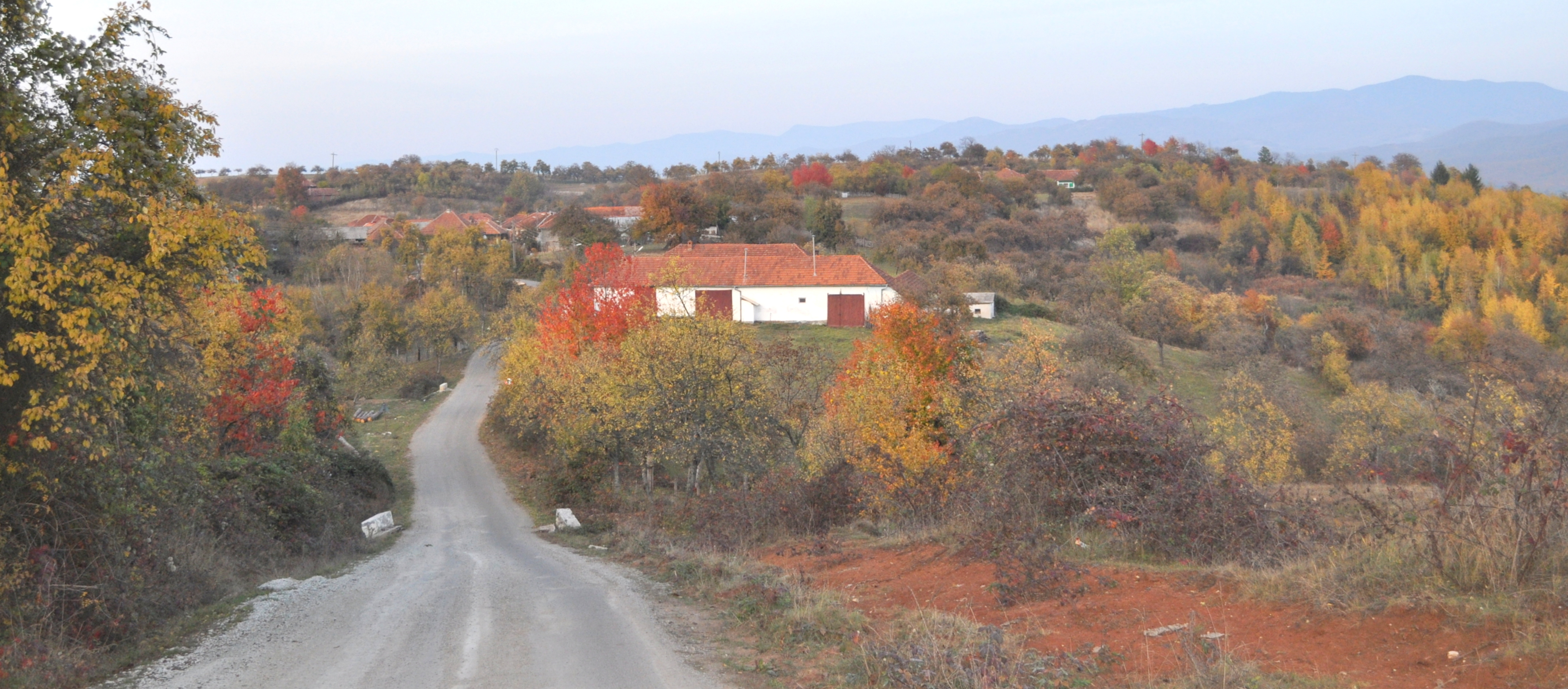
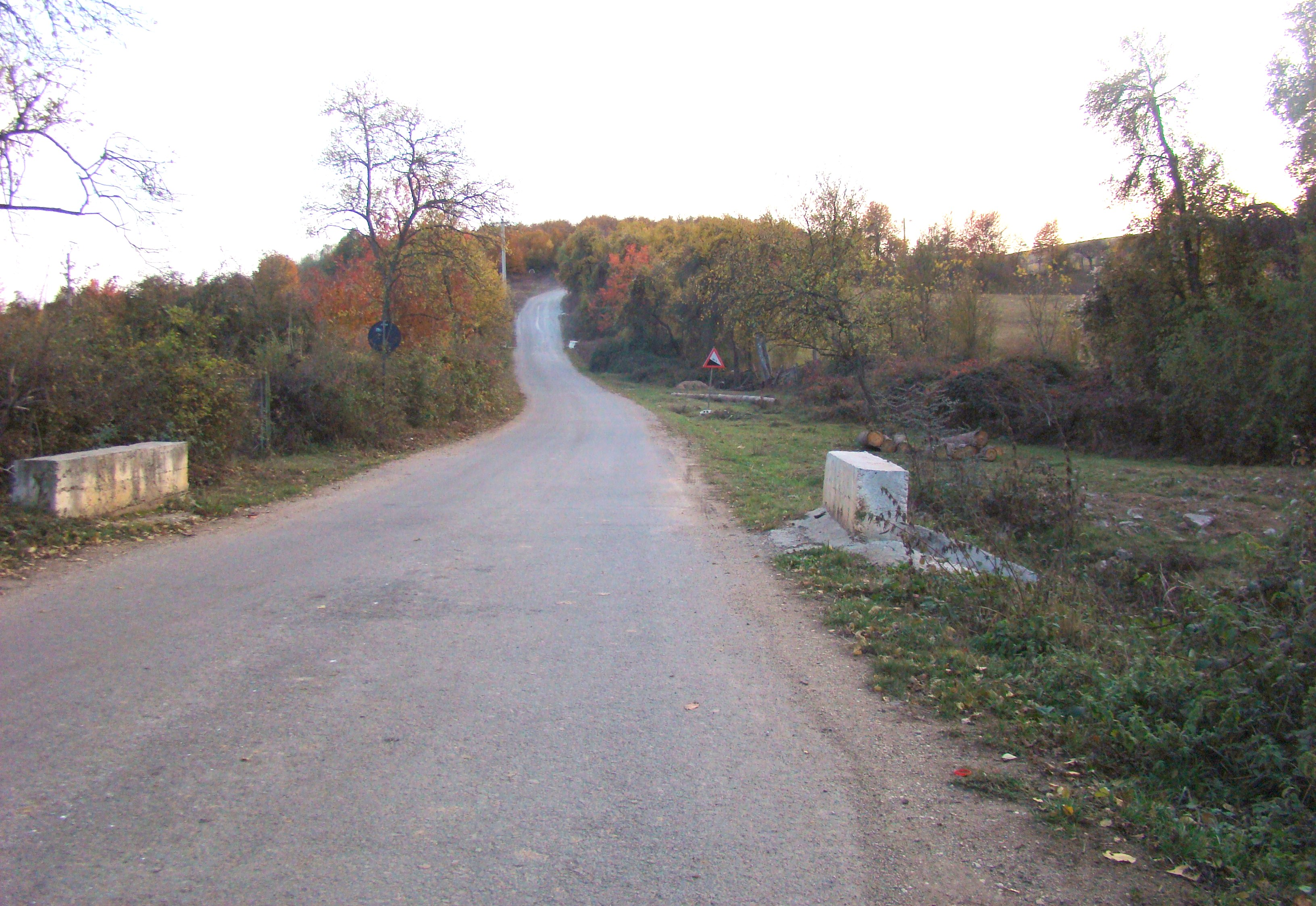